# 双角木虱属
双角木虱属（学名：Diceraopsylla）为榕木虱科的一个属。

## 物种
本属包括以下物种：
- Diceraopsylla brunettii Crawford, 1912
- 假楼梯草双角木虱 Diceraopsylla lecanthae Li, 2011